# Jacques Arlet

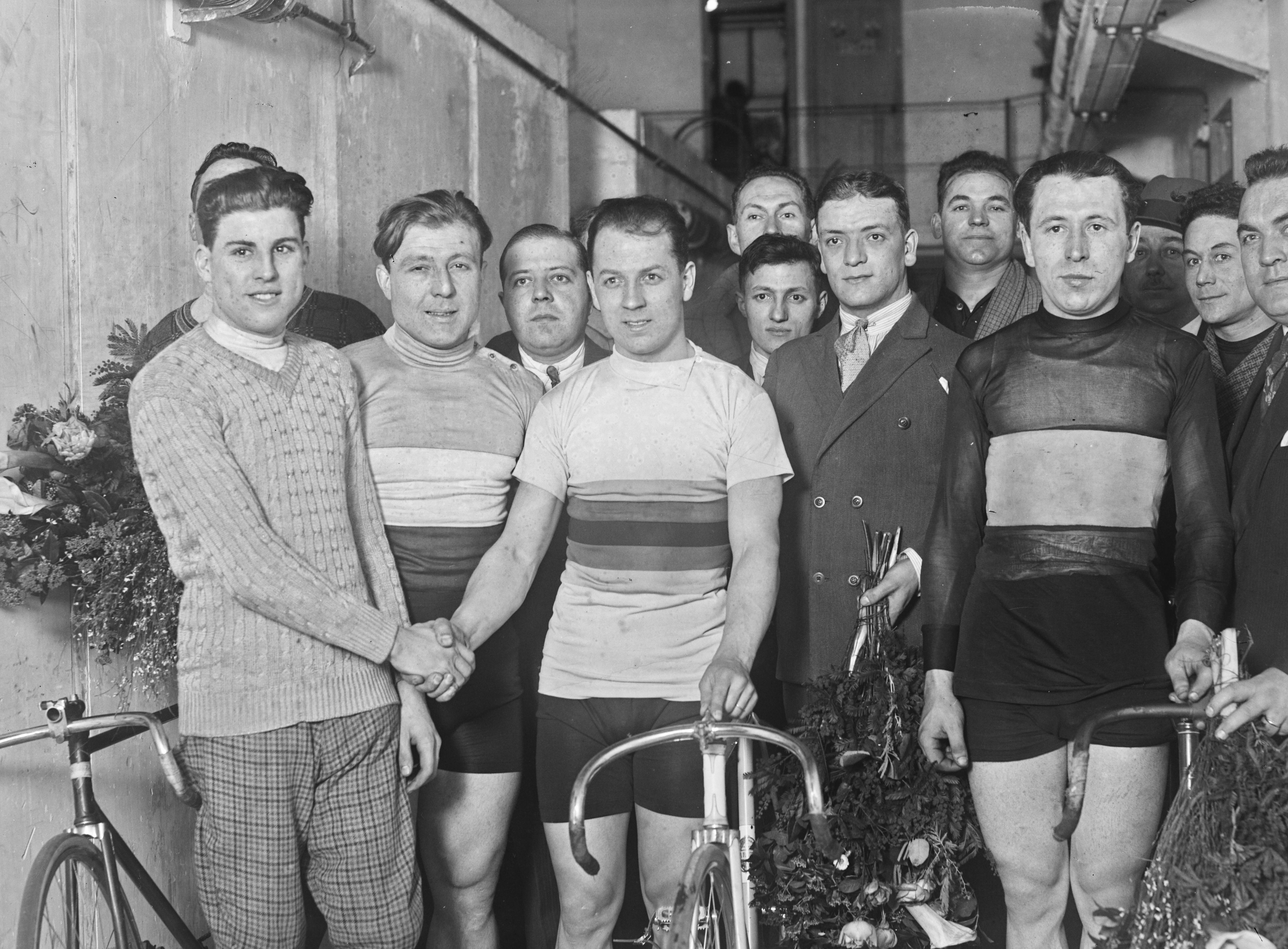
Gagnants 1930 [de g. à d.] Lucien Faucheux, Lucien Michard, Jacques Arlet

Jacques Arlet, né le 10 septembre 1907 à Molenbeek-Saint-Jean en Belgique et mort le 28 février 2004 à Edgewater en Floride, est un coureur cycliste belge.

## Biographie
Arlet remporte le championnat de Belgique de vitesse professionnel en 1930 et huit fois vice-champion, principalement derrière Jef Scherens. Il termine deuxième derrière Scherens en 1932 au Grand Prix de la République, l'une des compétitions de vitesse la plus prestigieuse de l'époque.

## Palmarès

### Championnats nationaux
- Champion de Belgique de vitesse : 1930, 2e en 1929, 1931, 1933, 1933, 1935, 1936, 1937 et 1938

### Grands Prix
- Grand Prix d'ouverture du Vél' d'Hiv': 1929
- Prix des Nations, match de vitesse : 1930
- 3e du Grand Prix de l'UCI : 1930 et 1931
- 2e Grand Prix de la République : 1933
- 2e du Grand Prix du Roi : 1933, 1934